# جین اردمن
جین اردمَن (انگلیسی: Jean Erdman؛ زادهٔ ۲۰ فوریهٔ ۱۹۱۶ – درگذشته ۴ مه ۲۰۲۰) رقصنده، رقص‌پرداز و کارگردان پیشروی تئاتر اهل ایالات متحده آمریکا بود.